# Altendorf (Adelsgeschlecht)
Die Grafen von Altendorf waren ein bayerisches Adelsgeschlecht mit Besitzungen in der Oberpfalz.
Die hier behandelte Familie ist von den namensgleichen, aber nicht verwandten westfälischen Aldendorp und den ebenfalls westfälischen Altendorf zu unterscheiden.

## Geschichte

### Erchenbert von Stirn/Altendorf
Das Geschlecht derer von Altendorf wurde 1118 erstmals urkundlich erwähnt. In diesem Jahr trat Erchenbert von Stirn/Altendorf bei der markgräflichen Schenkung des Gutes Reichenbach an das Kloster Reichenbach als Zeuge auf.
Seine Stellung in der Zeugenreihe vor den diepoldingischen Ministerialen kennzeichnet ihn eindeutig als Edelfreien. Seine zwei Söhne, Heinrich II. und Friedrich, teilten nach dem Tod ihres Vaters um 1155 das Erbe. Heinrich II. erhielt Altendorf, Friedrich die niederbayerischen Besitzungen des Geschlechtes, darunter Anteile an der Herrschaft Leonberg. Der durch Friedrich begründete Zweig des Adelsgeschlechtes erlosch bereits in der nächsten Generation und sein Besitz fiel an Heinrich II. und dessen Nachkommen.

### Heinrich II. von Altendorf
Heinrich II. von Altendorf (von Heinz Dopsch noch mit Heinrich I. benannt) konnte durch die Ehe mit Hildegard von Moosbach, der Witwe Hartwich von Hagenaus, die Herrschaft über Niederviehbach bei Landshut gewinnen. Nach dem Tod seiner ersten Frau Hildegard heiratete Heinrich II. Berta, eine der Erbtöchter Graf Gebhards von Sulzbach.
Diese Ehe brachte ihm die Herrschaften Schwarzenburg und Neustadt an der Waldnaab.
Seit 1180 war Heinrich II. von Altendorf Vogt von St. Emmeram in Regensburg. 1183 wurde er erstmals mit dem Titel Comes (= Graf) erwähnt.
Das Gebiet von Altendorf bis Stratsried entlang der Schwarzach wurde als "Grafschaft an der Schwarzach" bezeichnet.
Beim Tod Heinrichs II. 1194 waren seine beiden Söhne Heinrich IV. und Bernger (auch: Berengar) I. noch minderjährig. Dadurch ging der Familie die Vogtei über St. Emmeram verloren.

### Heinrich IV. von Altendorf
Am 8. März 1232 verpfändete Heinrich IV. die Herrschaft Neustadt an der Waldnaab für 1000 Regensburger Mark an seinen Vetter Heinrich I. von Ortenburg. Die Pfandschaft konnte er später nicht mehr auslösen. Die Herrschaft Schwarzenburg wurde ebenfalls schon vor 1240 verkauft. In den sechziger Jahren des 13. Jahrhunderts verkaufte Heinrichs Sohn Wolfgang die Besitzungen um Altendorf und die Grafschaft an der Schwarzach an die Wittelsbacher.

### Bernger I.
Bernger I. wurde von Herzog Ludwig I. mit Leonberg, Tann und Gangkofen belehnt und nannte sich fortan nach Leonberg. 1208 erhielt er auch die Grafschaft an Isar und Vils nach dem Tod des letzten Grafen von Frontenhausen. In den zwanziger Jahren des 14. Jahrhunderts starb schließlich das Geschlecht derer von Stirn-Altendorf-Leonberg mit Wernhard III. und Heinrich VII. aus. Ihre Besitzungen gelangten laut Erbvertrag an die bayerischen Herzöge Heinrich und Otto sowie an die Grafen von Hals, Alram und Albrecht.

## Wappen
Das Wappen der Grafen von Altendorf ist nicht überliefert. Im Wappen der Gemeinde Altendorf hat sich im unteren Teil ein Rest erhalten. Die dort abgebildeten vier goldenen Hügel stammen aus dem Wappen der Grafen von Leonberg, die die Nachfolger der Grafen von Altendorf waren.
Graf Bernger von Altendorf wurde von Herzog Ludwig I. mit Leonberg belehnt und nannte sich fortan nach Leonberg.

## Besitzungen
- Altendorf 12. bis Mitte 13. Jahrhundert
- Leonberg 12. bis Anfang 14. Jahrhundert
- Schwarzenburg Ende 12. bis Anfang 13. Jahrhundert
- Neustadt an der Waldnaab Ende 12. bis Anfang 13. Jahrhundert
- Grafschaft an der Schwarzach Ende 12. bis Mitte 13. Jahrhundert
- Grafschaft an Isar und Vils Anfang 13. bis Anfang 14. Jahrhundert

## Persönlichkeiten
|                     |                     |                     |                     | Erchenbert von Stirn/Altendorf (bis 1155) |                                      |                                      |                                      |                                            |                                            |                                            |                                            |                                                         |                                                         |                                                         |                                                         |                                                         |                                                         |  |  |  |  |  |  |  |  |  |  |  |  |
|                     |                     |                     |                     |                                           |                                      |                                      |                                      |                                            |                                            |                                            |                                            |                                                         |                                                         |                                                         |                                                         |                                                         |                                                         |  |  |  |  |  |  |  |  |  |  |  |  |
|                     |                     |                     |                     |                                           |                                      |                                      |                                      |                                            |                                            |                                            |                                            |                                                         |                                                         |                                                         |                                                         |                                                         |                                                         |  |  |  |  |  |  |  |  |  |  |  |  |
| Friedrich (um 1155) | Friedrich (um 1155) | Friedrich (um 1155) | Friedrich (um 1155) | Friedrich (um 1155)                       | Friedrich (um 1155)                  |                                      |                                      | Graf Heinrich II. von Altendorf (bis 1194) | Graf Heinrich II. von Altendorf (bis 1194) | Graf Heinrich II. von Altendorf (bis 1194) | Graf Heinrich II. von Altendorf (bis 1194) | Graf Heinrich II. von Altendorf (bis 1194)              | Graf Heinrich II. von Altendorf (bis 1194)              |                                                         |                                                         |                                                         |                                                         |  |  |  |  |  |  |  |  |  |  |  |  |
| Friedrich (um 1155) | Friedrich (um 1155) | Friedrich (um 1155) | Friedrich (um 1155) | Friedrich (um 1155)                       | Friedrich (um 1155)                  |                                      |                                      | Graf Heinrich II. von Altendorf (bis 1194) | Graf Heinrich II. von Altendorf (bis 1194) | Graf Heinrich II. von Altendorf (bis 1194) | Graf Heinrich II. von Altendorf (bis 1194) | Graf Heinrich II. von Altendorf (bis 1194)              | Graf Heinrich II. von Altendorf (bis 1194)              |                                                         |                                                         |                                                         |                                                         |  |  |  |  |  |  |  |  |  |  |  |  |
|                     |                     |                     |                     |                                           |                                      |                                      |                                      |                                            |                                            |                                            |                                            |                                                         |                                                         |                                                         |                                                         |                                                         |                                                         |  |  |  |  |  |  |  |  |  |  |  |  |
|                     |                     |                     |                     | Heinrich IV. von Altendorf (um 1240)      | Heinrich IV. von Altendorf (um 1240) | Heinrich IV. von Altendorf (um 1240) | Heinrich IV. von Altendorf (um 1240) | Heinrich IV. von Altendorf (um 1240)       | Heinrich IV. von Altendorf (um 1240)       |                                            |                                            | Graf Bernger (auch: Berengar) I. von Leonberg (um 1208) | Graf Bernger (auch: Berengar) I. von Leonberg (um 1208) | Graf Bernger (auch: Berengar) I. von Leonberg (um 1208) | Graf Bernger (auch: Berengar) I. von Leonberg (um 1208) | Graf Bernger (auch: Berengar) I. von Leonberg (um 1208) | Graf Bernger (auch: Berengar) I. von Leonberg (um 1208) |  |  |  |  |  |  |  |  |  |  |  |  |
|                     |                     |                     |                     | Heinrich IV. von Altendorf (um 1240)      | Heinrich IV. von Altendorf (um 1240) | Heinrich IV. von Altendorf (um 1240) | Heinrich IV. von Altendorf (um 1240) | Heinrich IV. von Altendorf (um 1240)       | Heinrich IV. von Altendorf (um 1240)       |                                            |                                            | Graf Bernger (auch: Berengar) I. von Leonberg (um 1208) | Graf Bernger (auch: Berengar) I. von Leonberg (um 1208) | Graf Bernger (auch: Berengar) I. von Leonberg (um 1208) | Graf Bernger (auch: Berengar) I. von Leonberg (um 1208) | Graf Bernger (auch: Berengar) I. von Leonberg (um 1208) | Graf Bernger (auch: Berengar) I. von Leonberg (um 1208) |  |  |  |  |  |  |  |  |  |  |  |  |
|                     |                     |                     |                     | Wolfgang von Altendorf (um 1260)          |                                      |                                      |                                      |                                            |                                            |                                            |                                            |                                                         |                                                         |                                                         |                                                         |                                                         |                                                         |  |  |  |  |  |  |  |  |  |  |  |  |

- Erchenbert von Stirn/Altendorf, bis 1155[2]
- Friedrich, Sohn Erchenberts von Stirn/Altendorf, Edelfreier auf Leonberg, um 1155[2]
- Graf Heinrich II. von Altendorf, Sohn Erchenberts von Stirn/Altendorf, Vogt von St. Emmeram in Regensburg, bis 1194[2]
- Heinrich IV. von Altendorf, Sohn Heinrichs II. von Altendorf, um 1240[2]
- Graf Bernger (auch: Berengar) I. von Leonberg, Sohn Heinrichs II. von Altendorf, um 1208[2]
- Wolfgang von Altendorf, Sohn Heinrichs IV. von Altendorf, um 1260[2]
- Wernhard III., um 1420[2]
- Heinrich VII., um 1420[2]

## Stammliste der Grafen von Altendorf (1183–1265), resp. der Grafen von Leonberg (1210–1329)
NN
1. Heinrich I. † 17. Oktober (vor 1120); 
⚭ Richinza
  1. Heinrich I. von Ettenstatt, 1129/1142
    1. Heinrich II. von Ettenstatt, um 1140, außereheliche Verbindung um 1150
    2. Wolfgang um 1150, außereheliche Verbindung um 1180
    3. Erchenbert um 1150/1188

  2. Erchinbert I., 1118–1122 von Altendorf, um 1120 von Stirn, außereheliche Verbindung um 1155; 
⚭ Bilitza, † 12. Juni 1135
    1. Erchinbert II., 1158 von Altendorf, 1147, außereheliche Verbindung um 1158
    2. Friedrich, um 1150 von Altendorf, 1181 von Leonberg, † 1185
      1. Heinrich III., 1185

    3. Heinrich II. von Altendorf, 1183 Graf (an der Schwarzach im Nordgau), 1180 Vogt von Kloster Sankt Emmeram, 1158, † 6. Dezember (1194) oder 31. Mai 1196; 
⚭ 1. Ehe Hildegard von Moosbach, † (1172), Witwe von Hartwig von Hagenau; 
⚭ 2. Ehe Bertha von Sulzbach, † 22. Dezember nach 1200, Tochter von Graf Gebhard III. von Sulzbach
      1. Heinrich IV. Graf von Altendorf, 1193/1232
        1. Wolfgang, Graf von Altendorf, 1265

      2. Bernger I., 1208 von Leonberg, 1210 Graf von Leonberg (durch Schenkung Kaiser Otto IV.), 1217 Graf von Altendorf, † 10. März nach 1231
        1. Heinrich V., Graf von Leonberg, 1246, † 1255
        2. Bernger, 1242/45, Domherr zu Regensburg
        3. Wernhard I., 1237/55, Graf von Leonberg, † 1257
          1. Wernhard II., 1269, Graf von Leinberg, † (1283/84) zu Gangkofen; 
 Elisabeth von Schaunberg, Tochter der Wernhart II. von Schaunberg
            1. Wernhard III., 1284 von Leonsberg und Domherr zu Regensburg, 1291 Graf von Leonberg, † nach 1. November 1323
            2. Heinrich VI., 1295 Graf von Leonberg, † 16. Oktober 1308/3. März 1316
            3. Kunigunde, 1313, Priorin von Pettendorf
            4. Bernger II., Graf von Leonberg und Leonsberg 1275/96, † 26. April 1296
              1. Heinrich VII., 1296, † nach 2. Februar 1329, ultimus familiae
              2. Elisabeth, 1296

            5. Agnes 1296, † 15. Mai 1315, ⚭ Ulrich I. von Abensberg und von Stein